# Course à l'espace
 (juillet 2020).
 (juillet 2020).
Si vous disposez d'ouvrages ou d'articles de référence ou si vous connaissez des sites web de qualité traitant du thème abordé ici, merci de compléter l'article en donnant les références utiles à sa vérifiabilité et en les liant à la section « Notes et références ».

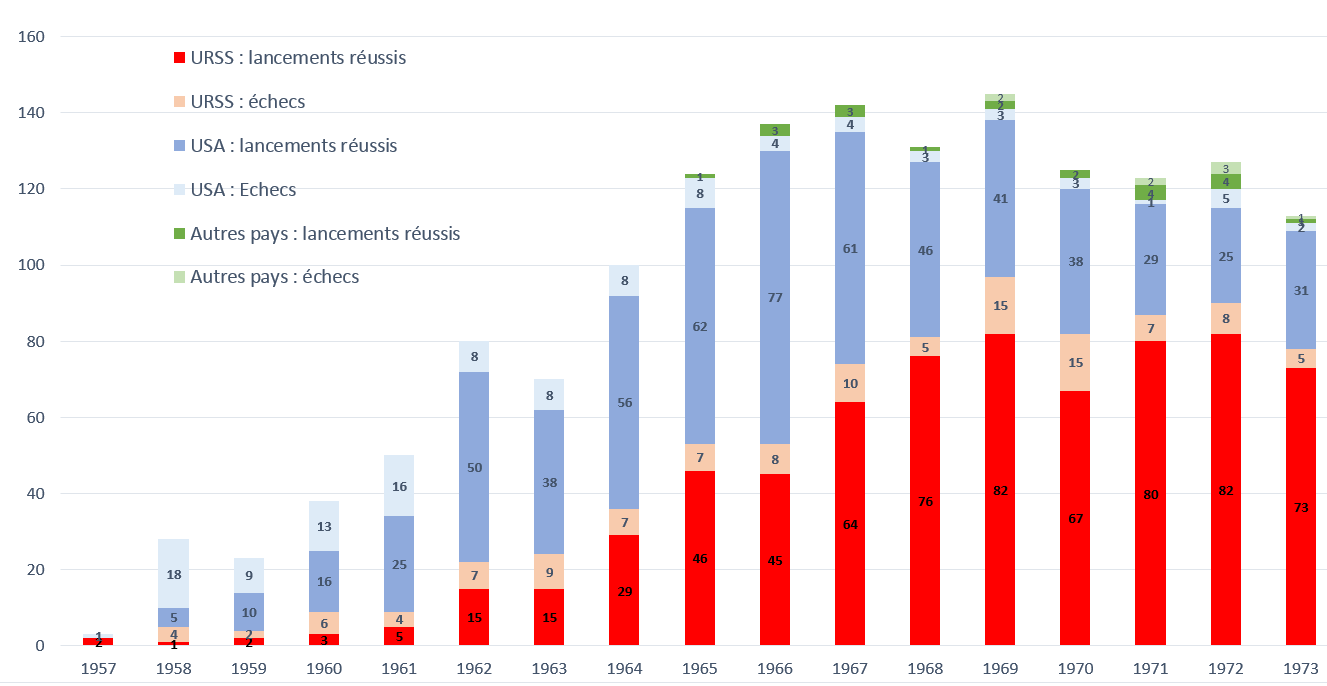
Nombre de lancements par pays sur la période 1957–1973.

La course à l'espace (en anglais : Space Race, en russe : космическая гонка) est la compétition à laquelle se sont livrés les États-Unis et l'Union soviétique dans le domaine astronautique entre 1957 et 1975. Cette lutte pacifique a concerné d'abord l'envoi des premiers satellites artificiels, puis les premiers vols humains dans l'espace, l'envoi de sondes spatiales pour explorer les planètes les plus proches, et a culminé avec l'envoi d'astronautes sur la Lune.
La course à l'espace est une des manifestations de la Guerre froide à laquelle se sont livrées les deux superpuissances à compter de la fin de la Seconde Guerre mondiale et qui s'était d'abord traduite par une course aux armements, avec la mise au point des premières bombes atomiques, des bombardiers à très long rayon d'action, puis des missiles porteurs d'armes nucléaires. La course à l'espace démarre lorsque les Soviétiques réussissent à lancer le premier satellite artificiel, Spoutnik 1, le 4 octobre 1957, remettant ainsi en cause la suprématie technologique des États-Unis. Le retentissement planétaire de cette première spatiale entraîne une réaction très rapide des États-Unis, qui investissent massivement pour rattraper leur retard dans le domaine de l'astronautique. 
Dans leur course à l'espace, les grandes puissances s'appuient largement sur les recherches allemandes de la seconde Guerre mondiale ayant conduit au missile V2, fusée qui a grandement contribué à leurs progrès en matière de missiles balistiques. Mais dès 1946, un chercheur britannique avait imaginé une adaptation du V2 qui aurait permis d'envoyer un homme dans l'espace proche : « Dès 1946, un membre de la British Interplanetary Society, le designer Ralph Smith, a dessiné un prototype détaillé, une adaptation du missile V2 pour qu'il puisse transporter un homme ».  Selon l'historien David Baker, « Ce design était totalement réalisable. Toutes les technologies existaient et il aurait été achevé en trois à cinq ans. D'ici à 1951, les Anglais auraient envoyé quelqu'un dans l'espace ». 
La réussite des missions spatiales devient un enjeu important dans la rivalité culturelle, technologique et idéologique entre les deux pays. Les premières missions spatiales se succèdent, d'abord surtout du fait des Soviétiques, puis au fur et à mesure que les investissements effectués produisent leurs effets, des Américains. Les succès sont exploités de manière plus ou moins explicite pour montrer la supériorité d'un système politique sur l'autre. 
La course à l'espace est à l'origine du programme Apollo (1961) qui, en se donnant comme objectif d'amener des Hommes sur la Lune, devient le plus important programme spatial de tous les temps.

## Les premières missions spatiales (1957-1975)

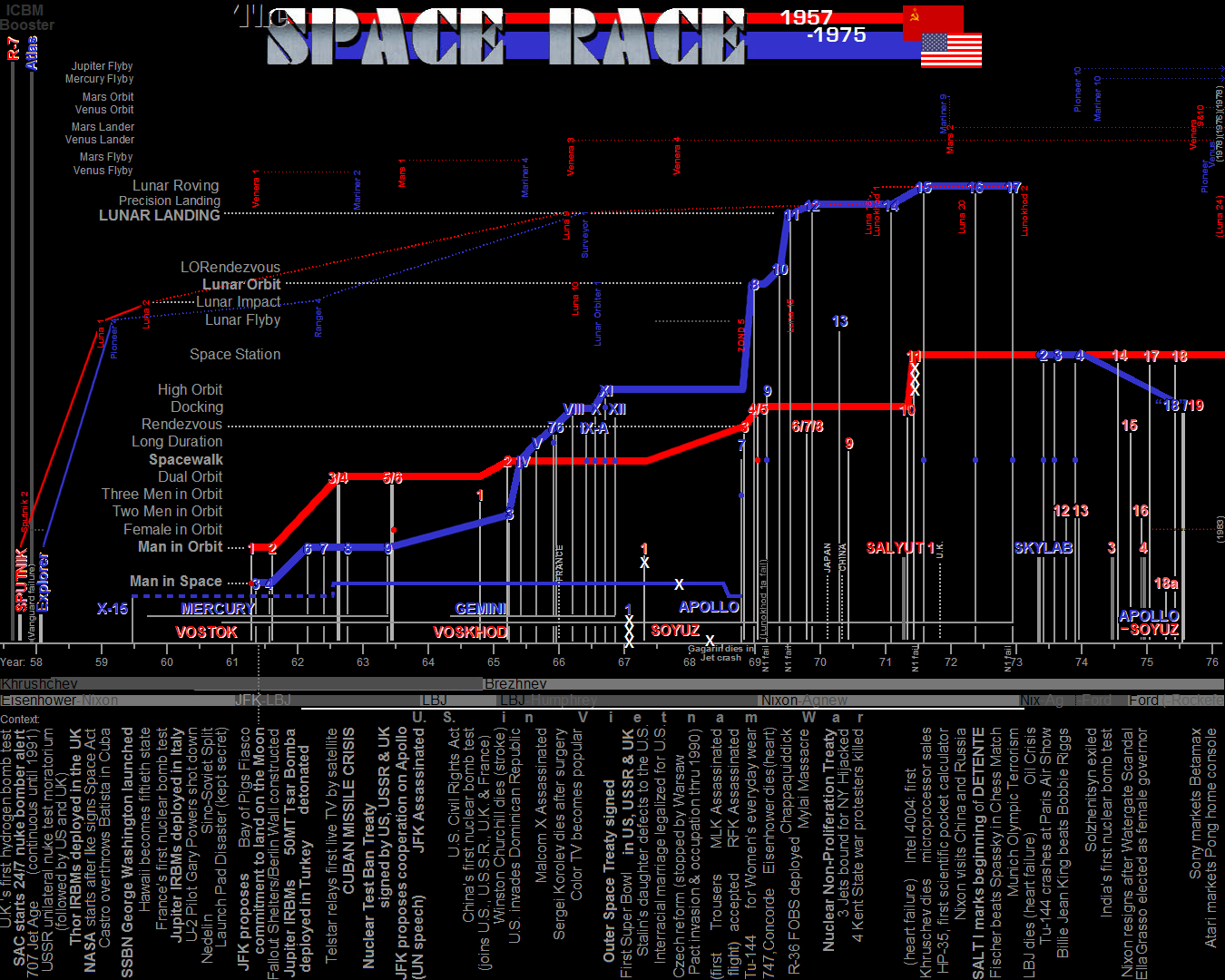
Principaux jalons de la course à l'espace entre 1957 et 1975.

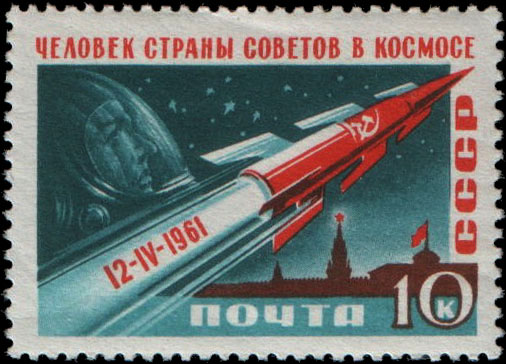
Timbre de l'URSS de 1961 commémorant le vol de Youri Gagarine, premier homme dans l'espace.

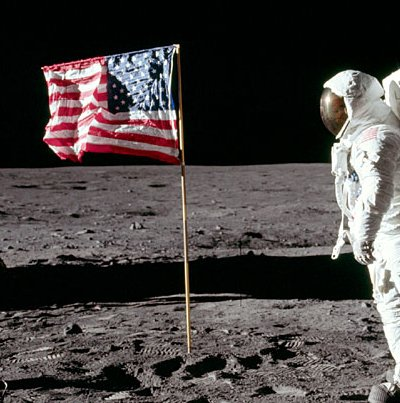
Les Américains sur la Lune, objectif réussi.

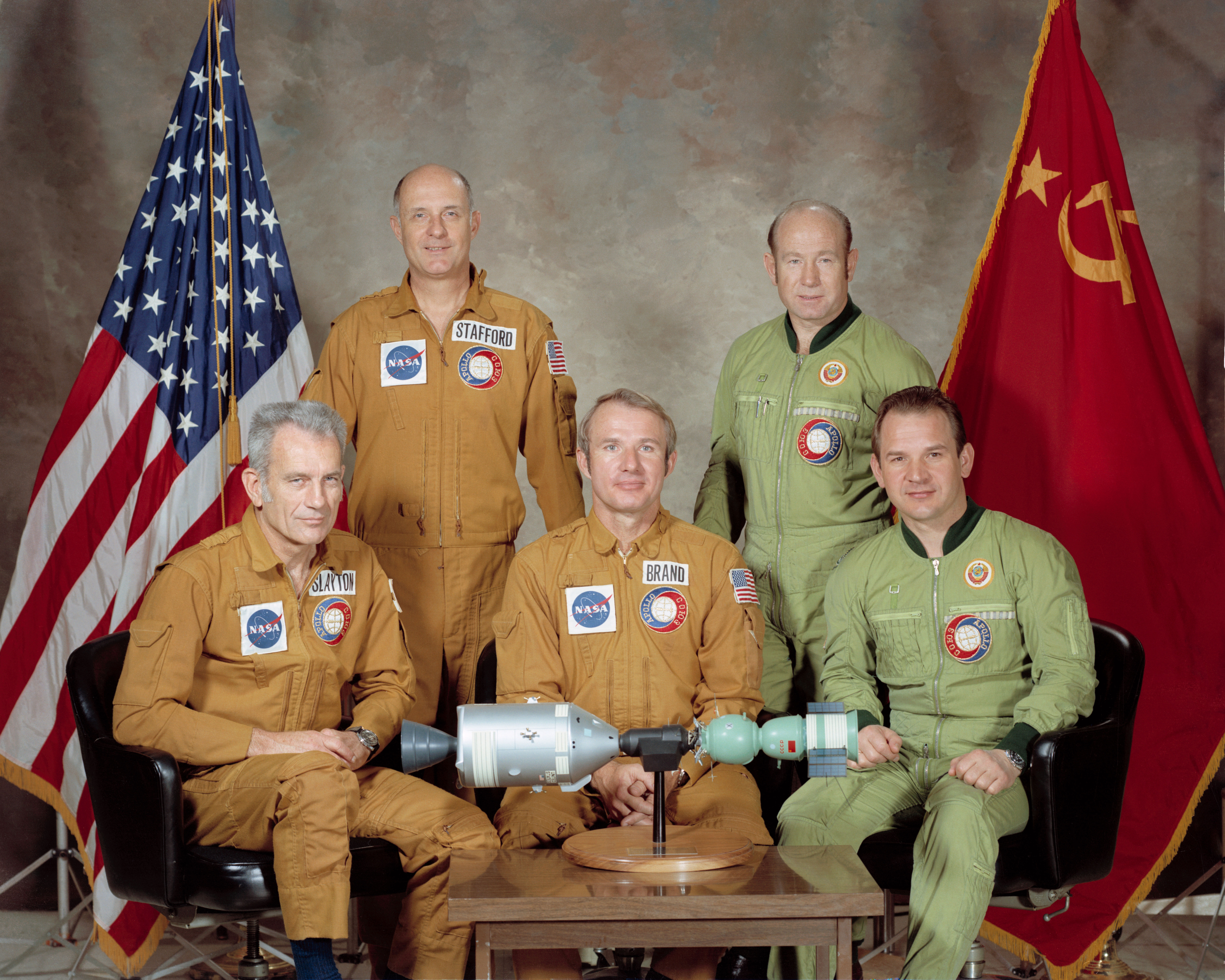
La mission Apollo-Soyouz, en juillet 1975, marque la fin de la course à l'espace et le début d'une coopération spatiale.

| Date              | Première spatiale | Pays Agence | Mission                         |
| ----------------- | --- | ----------- | ------------------------------- |
| 4 octobre 1957    | Premier satellite artificiel placé en orbite | URSS        | Spoutnik 1                      |
| 3 novembre 1957   | Premier animal placé en orbite, la chienne Laïka | URSS        | Spoutnik 2                      |
| 31 janvier 1958   | Découverte de la ceinture de Van Allen | USA         | Explorer 1                      |
| 17 mars 1958      | Premier satellite équipé de panneaux solaires | USA         | Vanguard 1                      |
| 18 décembre 1958  | Premier satellite de télécommunications | USA         | Projet SCORE                    |
| 2 janvier 1959    | Première mise à feu d'une fusée alors qu'elle est placée en orbite Première sonde spatiale de l'exploration spatiale en atteignant la vitesse de libération Première supposition de l'existence du vent solaire | URSS        | Luna 1                          |
| 4 janvier 1959    | Premier survol de la Lune et premier objet artificiel placé en orbite héliocentrique | URSS        | Luna 1                          |
| 17 février 1959   | Premier satellite météorologique | USA         | Vanguard 2                      |
| 28 février 1959   | Premier satellite placé en orbite polaire | USA         | Discoverer 1                    |
| 7 août 1959       | Première photo de la Terre depuis l'espace | USA         | Explorer 6                      |
| 13 septembre 1959 | Premier objet artificiel touchant le sol d'un autre corps céleste (Lune) | URSS        | Luna 2                          |
| 4 octobre 1959    | Premières photos de la face cachée de la Lune | URSS        | Luna 3                          |
| 1er avril 1960    | Première photo d'un satellite météorologique | USA         | TIROS-1                         |
| 5 juillet 1960    | Premier satellite de reconnaissance | USA         | GRAB-1                          |
| 11 août 1960      | Première charge utile récupérée intacte au sol. | USA         | Discoverer 13                   |
| 12 août 1960      | Premier satellite de télécommunications passif | USA         | Echo 1A                         |
| 18 août 1960      | Première photo d'un satellite de reconnaissance | USA         | KH-1 9009                       |
| 19 août 1960      | Premières plantes et animaux à revenir vivants d'un séjour dans l'espace | URSS        | Spoutnik 5                      |
| 12 février 1961   | Première sonde à effectuer des corrections de sa trajectoire interplanétaire Premier objet stabilisé par spin (mise en rotation).                                                                               | URSS        | Venera 1                        |
| 12 avril 1961     | Premier vol spatial habité (Youri Gagarine) Premier vol orbital habité | URSS        | Vostok 1                        |
| 7 mars 1962       | Premier observatoire solaire orbital | USA         | OSO-1                           |
| 10 juillet 1962   | Premier satellite de communication et première retransmission en mondovision | USA         | Telstar 1                       |
| 12 août 1962      | Premier vol simultané et première communication radio entre vaisseaux dans l'espace Premières images en couleurs de la Terre                                                                                    | URSS        | Vostok 3/Vostok 4               |
| 14 décembre 1962  | Premier survol de Vénus (34 773 kilomètres) | USA         | Mariner 2                       |
| 16 juin 1963      | Première femme dans l'espace (Valentina Terechkova) | URSS        | Vostok 6                        |
| 26 juillet 1963   | Premier satellite géosynchrone | USA         | Syncom 2                        |
| 5 décembre 1963   | Premier système de positionnement par satellites | USA         | NAVSAT                          |
| 19 août 1964      | Premier satellite géostationnaire | USA         | Syncom 3                        |
| 12 octobre 1964   | Premier équipage de vaisseau comportant plus d'un membre (3) | URSS        | Voskhod 1                       |
| 8 décembre 1964   | Premiers utilisation de moteurs ioniques lors d'une mission interplanétaire | URSS        | Zond 2                          |
| 18 mars 1965      | Première sortie extravéhiculaire (Alexeï Leonov) | URSS        | Voskhod 2                       |
| 14 juillet 1965   | Premier survol de Mars (9 846 km) | USA         | Mariner 4                       |
| 18 juillet 1965   | Première cartographie photographiques de la Lune sur 19 000 000 km2 (Sélénographie) | URSS        | Zond 3                          |
| 15 décembre 1965  | Premier rendez-vous orbital (vols en formation, pas d'amarrage) | USA         | Gemini 6A/Gemini 7              |
| 3 février 1966    | Premier atterrissage en douceur sur un autre corps céleste (Lune) Premières photos prises depuis un autre corps céleste                                                                                         | URSS        | Luna 9                          |
| 1er mars 1966     | Premier impact sur une autre planète (Vénus) | URSS        | Venera 3                        |
| 16 mars 1966      | Premier amarrage en orbite entre deux vaisseaux spatiaux | USA         | Gemini 8/Agena                  |
| 3 avril 1966      | Premier satellite artificiel autour d'un autre corps céleste (Lune) | URSS        | Luna 10                         |
| 18 octobre 1967   | Première sonde spatiale à renvoyer des données de Vénus après une rentrée atmosphérique réussie | URSS        | Venera 4                        |
| 30 octobre 1967   | Premier accostage automatique entre deux engins inhabités | URSS        | Cosmos 186 (en)/Cosmos 188 (en) |
| 18 septembre 1968 | Premiers êtres vivants à orbiter autour d'un autre corps céleste (Lune) et à revenir intacts sur Terre | URSS        | Zond 5                          |
| 21 décembre 1968  | Premier homme à orbiter autour d'un autre corps céleste (Lune) | USA         | Apollo 8                        |
| 16 janvier 1969   | Premier amarrage entre deux vaisseaux spatiaux habités avec échange des équipages | URSS        | Soyouz 4/Soyouz 5               |
| 21 juillet 1969   | Premier homme sur la Lune et premier décollage depuis un autre corps céleste | USA         | Apollo 11                       |
| 24 septembre 1970 | Premier retour automatique d'un échantillon du sol lunaire | URSS        | Luna 16                         |
| 23 novembre 1970  | Premier robot motorisé sur un autre corps céleste | URSS        | Lunokhod 1                      |
| 12 décembre 1970  | Premier télescope spatial en rayonnement X | USA         | Uhuru                           |
| 15 décembre 1970  | Premier atterrissage en douceur sur une autre planète (Vénus) Premier signal émis d'une autre planète. | URSS        | Venera 7                        |
| 23 avril 1971     | Première station spatiale | URSS        | Saliout 1                       |
| Juin 1971         | Premier télescope spatial embarqué | URSS        | Orion 1 (en)                    |
| 14 novembre 1971  | Premier objet placé en orbite autour d'une autre planète (Mars) | USA         | Mariner 9                       |
| 27 novembre 1971  | Première sonde arrivant au contact du sol martien | URSS        | Mars 2                          |
| 2 décembre 1971   | Premier atterrissage en douceur sur Mars Premier signal émis depuis la surface de Mars | URSS        | Mars 3                          |
| 15 juillet 1972   | Première mission à pénétrer dans la ceinture d'astéroïdes et à quitter le système solaire interne | USA         | Pioneer 10                      |
| 4 juin 1973       | Premier robot motorisé sur un autre corps céleste (Lune) à parcourir la distance d'un marathon (42,1 km) | URSS        | Lunokhod 2                      |
| 3 décembre 1973   | Premier survol de Jupiter (130 000 km) | USA         | Pioneer 10                      |
| 5 février 1974    | Première utilisation de l'assistance gravitationnelle (survol de Vénus). | USA         | Mariner 10                      |
| 29 mars 1974      | Premier survol de Mercure (703 km) | USA         | Mariner 10                      |
| 20 octobre 1975   | Première sonde à renvoyer des images (noir et blanc) depuis la surface de Vénus | URSS        | Venera 9                        |